# Rüm hart, klaar kiming
Rüm hart, klaar kiming (på fastlandsfrisisk Rüm hart, klåår kiming) er et nordfrisisk valgsprog, som på dansk betyder åbent hjerte, klar horisont. Hvornår valgsproget blev skabt er ukendt. Men det fandt stor udbredelse i løbet af 1900-tallet blandt nordfriserne ved Sydslesvigs vestkyst, især på øen Sild. Valgsproget er måske hentet fra søfarernes verden. Ordene skaber en forbindelse mellem menneskelig tolerance og suverænitet, baseret i et bredt, åbent hjerte med orientering og et vågent sind, som er symboliseret i den klare horisont. Valgsproget blev ofte brugt i poetisk sammenhæng.

## Mungard-gravsten i Kejtum
Valgsproget findes på gravstenen for familien Mungard på Kejtum kirkegård. Familien omfatter både den frisiske sprogforsker Nann Peter Mungard og digteren Jens Emil Mungard. Nann Peter gik ved folkeafstemningen i 1920 ind for genforening med Danmark, hans gård blev senere brændt ned. Jens Emil hånede nationalsocialisterne i nogle af sine digte og nægtede sig at oversætte digtene fra frisisk til tysk. Han blev forfulgt af nazisterne og myrdet i koncentrationslejren Sachsenhausen. Teksten er på sildfrisisk (Sölring):
Rüm Hart, klaar Kiming!

Wat dêst, dit dö me Lif en Siil;

Üt Sliirighair tjüü Di niin Wiil!

Fuar Hualevhair docht ek en bet, 

Ja, dit jeft rochtlik bluat Fortröt! 

Harki Got!

Dö rocht!

Wik nemen!
Åbent hjerte, klar horisont

Hvad du gør, gør det med liv og sjæl;

Ud af ligegyldighed giv dig ingen hvile!

For halvhed dur ikke det mindste,

Ja, det giver virkelig kun fortræd.

Lyd Gud,

Gør ret,

Vig for ingen.

## Vise
Det var ikke ualmindeligt, at synge efterfølgende vise ved begravelsesceremonier på Før.
As’t ens mä mi föörbi

komt at tu skialen,

leew frinj, dan lööwe mi

eg föl tu skrialen.

Bring mi troch lun an hääf

hen tu min fering grääf,

hual mi det likpretjei:

Rüm hart, klaar kiming!
Er det engang forbi med mig

kommer det til at skille

kære ven, lov mig

ikke at græde for meget.

Tag mig igennem land og vad

til min føringer grav

hold begravelsestalen:

Åbent (bredt) hjerte, klar horisont

## På Sild
Valgsproget er i dag særligt udbredt på øen Sild og indgik i øens (uofficiele) flag. Ordene blev også brugt af Sild-forfatteren Christian Peter Hansen (1803–1879) til at karakterisere den tysk-frisiske skribent Uwe Jens Lornsen (1793–1838). Han tilskrev ham således at have et bredt, filantropisk hjerte og et omfattende, fordomsfrit perspektiv.

## Skibe
Valgsproget findes også ofte som navn på skibe, f. eks hos Wyker Dampfschiffs-Reederei.
- Færge med navn Rüm Hart ved færgelejet i Vyk på Før (Nordfrisland)
- Katamaranfærge Rüm Hart fra 2019